# Lijst van voetbalinterlands Malta - Portugal
Deze lijst van voetbalinterlands is een overzicht van alle officiële voetbalwedstrijden tussen de nationale teams van Malta en Portugal. De landen hebben tot op heden tien keer tegen elkaar gespeeld. De eerste ontmoeting was een kwalificatiewedstrijd voor het Wereldkampioenschap voetbal 1986 in Ta' Qali op 10 februari 1985. Het laatste duel, een kwalificatiewedstrijd voor het Wereldkampioenschap voetbal 2010, vond plaats op 14 oktober 2009 in Guimarães.

## Wedstrijden
| №  | Plaats    | Datum            | Competitie           | Wedstrijd        | Uitslag |
| -- | --------- | ---------------- | -------------------- | ---------------- | ------- |
| 1  | Ta' Qali  | 10 februari 1985 | WK 1986 kwalificatie | Malta − Portugal | 1 − 3   |
| 2  | Lissabon  | 12 oktober 1985  | WK 1986 kwalificatie | Portugal − Malta | 3 − 2   |
| 3  | Funchal   | 29 maart 1987    | EK 1988 kwalificatie | Portugal − Malta | 2 − 2   |
| 4  | Ta' Qali  | 20 december 1987 | EK 1988 kwalificatie | Malta − Portugal | 0 − 1   |
| 5  | Ta' Qali  | 9 februari 1991  | EK 1992 kwalificatie | Malta − Portugal | 0 − 1   |
| 6  | Porto     | 20 februari 1991 | EK 1992 kwalificatie | Portugal − Malta | 5 − 0   |
| 7  | Ta' Qali  | 24 januari 1993  | WK 1994 kwalificatie | Malta − Portugal | 0 − 1   |
| 8  | Porto     | 29 juli 1993     | WK 1994 kwalificatie | Portugal − Malta | 4 − 0   |
| 9  | Ta' Qali  | 6 september 2008 | WK 2010 kwalificatie | Malta − Portugal | 0 − 4   |
| 10 | Guimarães | 14 oktober 2009  | WK 2010 kwalificatie | Portugal − Malta | 4 − 0   |

## Samenvatting
| Competitie      | Totaal gespeeld | Winst Malta | Gelijk | Winst Portugal | Doelsaldo Malta – Portugal |
| --------------- | --------------- | ----------- | ------ | -------------- | -------------------------- |
| WK-kwalificatie | 6               | 0           | 0      | 6              | 3 − 19                     |
| EK-kwalificatie | 4               | 0           | 1      | 3              | 2 − 9                      |
| Totaal          | 10              | 0           | 1      | 9              | 5 − 28                     |

## Details

### Eerste ontmoeting
| WK 1986 kwalificatie (Ta' Qali, Malta, 10 februari 1985): |       |                                                        |
| Malta                                                     | 1 – 3 | Portugal                                               |
| Leonard Farrugia 59'                                      | goals | 6' Carlos Manuel 13' Fernando Gomes 74' Fernando Gomes |

### Tweede ontmoeting
| WK 1986 kwalificatie (Lissabon, Portugal, 12 oktober 1985):                         |       |                                                 |
| Portugal                                                                            | 3 – 2 | Malta                                           |
| Fernando Gomes 37' José Rafael 50' Fernando Gomes 79'                               | goals | 46' (e.d.) Frederico Rosa 78' Michael Degiorgio |
| - Debuut van Martin Gregory (10/02/1965) en Charles Scerri (29/05/1964) voor Malta. |       |                                                 |

### Derde ontmoeting
| EK 1988 kwalificatie (Funchal, Portugal, 29 maart 1987):   |       |                                             |
| Portugal                                                   | 2 – 2 | Malta                                       |
| Jorge Plácido 12' Jorge Plácido 76' (pen.)                 | goals | 23' (pen.) Dennis Mizzi 66' Carmel Busuttil |
| - Debuut van doelman David Cluett (02/08/1965) voor Malta. |       |                                             |

### Vierde ontmoeting
| EK 1988 kwalificatie (Ta' Qali, Malta, 20 december 1987):                                |       |                    |
| Malta                                                                                    | 0 – 1 | Portugal           |
|                                                                                          | goals | 46' Frederico Rosa |
| - Laatste interland van Malta onder leiding van de Bulgaarse bondscoach Guentcho Dobrev. |       |                    |

### Vijfde ontmoeting
| EK 1992 kwalificatie (Ta' Qali, Malta, 9 februari 1991): |       |                 |
| Malta                                                    | 0 – 1 | Portugal        |
|                                                          | goals | 27' Paulo Futre |

### Zesde ontmoeting
| EK 1992 kwalificatie (Porto, Portugal, 20 februari 1991):                                    |       |       |
| Portugal                                                                                     | 5 – 0 | Malta |
| Rui Águas 5' José Martins Leal 34' Vítor Paneira 41' (pen.) Paulo Futre 48' Jorge Cadete 81' | goals |       |

### Zevende ontmoeting
| WK 1994 kwalificatie (Ta' Qali, Malta, 24 januari 1993): |       |               |
| Malta                                                    | 0 – 1 | Portugal      |
|                                                          | goals | 58' Rui Águas |

### Achtste ontmoeting
| WK 1994 kwalificatie (Porto, Portugal, 19 juni 1993):                   |       |       |
| Portugal                                                                | 4 – 0 | Malta |
| António Nogueira 2' Rui Costa 8' João Vieira Pinto 24' Jorge Cadete 90' | goals |       |

Malta Football Association · A-internationals · Bondscoaches · Statistieken · Maltees vrouwenelftal · Malta U21 · Malta U20 · Malta U19 · Malta U18 · Malta U17 · Malta U16
1957 – 1959 ·
1960 – 1969 ·
1970 – 1979 ·
1980 – 1989 ·
1990 – 1999 ·
2000 – 2009 ·
2010 – 2019 ·
2020 − 2029
1957 · 
1958 · 
1959 · 
1960 · 
1961 · 
1962 · 
1963 · 
1964 · 
1965 · 
1966 · 
1967 · 1968 · 
1969 · 
1970 · 
1971 · 
1972 · 
1973 · 
1974 · 
1975 · 
1976 · 
1977 · 
1978 · 
1979 · 
1980 · 
1981 · 
1982 · 
1983 · 
1984 · 
1985 · 
1986 · 
1987 · 
1988 · 
1989 · 
1990 ·
1991 · 
1992 · 
1993 · 
1994 · 
1995 · 
1996 · 
1997 · 
1998 · 
1999 · 
2000 · 
2001 · 
2002 · 
2003 · 
2004 · 
2005 · 
2006 · 
2007 · 
2008 · 
2009 · 
2010 · 
2011 · 
2012 · 
2013 · 
2014 · 
2015 · 
2016 ·
2017 ·
2018 ·
2019 ·
2020 ·
2021 ·
2022
Albanië ·
Algerije ·
Andorra ·
Angola ·
Armenië ·
Azerbeidzjan ·
België ·
Bosnië en Herzegovina · 
Bulgarije ·
Canada ·
Centraal-Afrikaanse Republiek ·
Cyprus ·
DDR ·
Denemarken ·
Duitsland ·
Egypte ·
Engeland ·
Estland ·
Faeröer ·
Finland ·
Frankrijk ·
Gabon ·
Georgië ·
Gibraltar · 
Griekenland ·
Hongarije ·
Ierland ·
IJsland ·
Indonesië ·
Israël ·
Italië ·
Japan ·
Joegoslavië ·
Jordanië ·
Kaapverdië ·
Kazachstan ·
Koeweit ·
Kosovo ·
Kroatië ·
Letland ·
Libanon ·
Libië ·
Liechtenstein ·
Litouwen ·
Luxemburg ·
Moldavië ·
Nederland ·
Noord-Ierland ·
Noord-Macedonië ·
Noorwegen ·
Oekraïne ·
Oostenrijk ·
Polen ·
Portugal ·
Qatar ·
Roemenië ·
Rusland ·
San Marino ·
Schotland ·
Slovenië ·
Slowakije ·
Spanje ·
Thailand ·
Tsjechië ·
Tsjecho-Slowakije ·
Tunesië · 
Turkije · 
Venezuela · 
Verenigde Arabische Emiraten ·
Verenigde Staten ·
Wales ·
Wit-Rusland ·
Zuid-Afrika ·
Zuid-Korea ·
Zweden ·
Zwitserland
FPF · A-internationals · Selecties · Statistieken · Bondscoaches · Portugees vrouwenelftal · Olympisch elftal · Portugal U21 · Portugal U20 · Portugal U19 · Portugal U18 · Portugal U17 · Vrouwen U17
1921 – 1929 · 
1930 – 1939 · 
1940 – 1949 · 
1950 – 1959 · 
1960 – 1969 · 
1970 – 1979 · 
1980 – 1989 · 
1990 – 1999 · 
2000 – 2009 · 
2010 – 2019 · 
2020 – 2029
EK's: 1984 · 
1996 · 
2000 · 
2004 · 
2008 · 
2012 · 
2016 · 
2020 · 
2024
WK's: 1966 · 
1986 · 
2002 · 
2006 · 
2010 · 
2014 · 
2018 · 
2022
OS: 1928 · 
1996 · 
2004 · 
2016
1921 · 
1922 · 
1923 · 
1924 · 
1925 · 
1926 · 
1927 · 
1928 · 
1929 · 
1930 · 
1931 · 
1932 · 
1933 · 
1934 · 
1935 · 
1936 · 
1937 · 
1938 · 
1939 · 
1940 · 
1942 · 
1943 · 1944 · 
1945 · 
1946 · 
1947 · 
1948 · 
1949 ·
1950 · 
1951 · 
1952 · 
1953 · 
1954 · 
1955 · 
1956 · 
1957 · 
1958 · 
1959 ·
1960 · 
1961 · 
1962 ·
1963 ·
1964 · 
1965 · 
1966 · 
1967 · 
1968 · 
1969 ·
1970 · 
1971 · 
1972 · 
1973 · 
1974 · 
1975 · 
1976 · 
1977 · 
1978 · 
1979 ·
1980 · 
1981 · 
1982 · 
1983 · 
1984 · 
1985 · 
1986 · 
1987 · 
1988 · 
1989 · 
1990 · 
1991 ·
1992 · 
1993 · 
1994 · 
1995 · 
1996 · 
1997 · 
1998 · 
1999 · 
2000 · 
2001 · 
2002 · 
2003 · 
2004 · 
2005 · 
2006 · 
2007 · 
2008 · 
2009 · 
2010 · 
2011 · 
2012 · 
2013 ·
2014 ·
2015 ·
2016 ·
2017 ·
2018 ·
2019 ·
2020 ·
2021 ·
2022
Albanië ·
Algerije ·
Andorra ·
Angola ·
Argentinië ·
Armenië ·
Azerbeidzjan ·
België ·
Bolivia ·
Bosnië-Herzegovina ·
Brazilië ·
Bulgarije ·
Canada ·
Chili ·
China ·
Cyprus ·
DDR ·
Denemarken ·
Duitsland ·
Ecuador ·
Egypte ·
Engeland ·
Estland ·
Faeröer ·
Finland ·
Frankrijk ·
Gabon ·
Georgië ·
Ghana ·
Gibraltar ·
Griekenland ·
Hongarije ·
Ierland ·
IJsland ·
Iran ·
Israël ·
Italië ·
Ivoorkust ·
Joegoslavië ·
Kaapverdië ·
Kameroen ·
Kazachstan ·
Koeweit ·
Kroatië ·
Letland ·
Liechtenstein ·
Litouwen ·
Luxemburg ·
Malta ·
Marokko ·
Mexico ·
Moldavië ·
Mozambique ·
Nederland ·
Nieuw-Zeeland ·
Nigeria ·
Noord-Ierland ·
Noord-Korea ·
Noord-Macedonië ·
Noorwegen ·
Oekraïne ·
Oostenrijk ·
Panama ·
Paraguay ·
Polen ·
Qatar ·
Roemenië ·
Rusland ·
Saoedi-Arabië ·
Schotland ·
Servië ·
Slovenië ·
Slowakije ·
Sovjet-Unie ·
Spanje ·
Tsjechië ·
Tsjecho-Slowakije ·
Tunesië ·
Turkije ·
Uruguay ·
Verenigde Staten ·
Wales ·
Zuid-Afrika ·
Zuid-Korea ·
Zweden ·
Zwitserland
Angola (2006) ·
België (2021) ·
Brazilië (2010) · 
Denemarken (2012) ·
Duitsland (2006) ·
Duitsland (2008) ·
Duitsland (2012) ·
Duitsland (2014) ·
Duitsland (2021) ·
Engeland (2000) ·
Engeland (2006) ·
Frankrijk (2006) ·
Frankrijk (2016) ·
Frankrijk (2021)  ·
Ghana (2014) ·
Griekenland (2004, 2) · 
Hongarije (2021) · 
IJsland (2016) · 
Iran (2006) ·
Iran (2018) ·
Marokko (2018) ·
Marokko (2022) ·
Mexico (2006) ·
Nederland (2006) ·
Nederland (2012) ·
Oostenrijk (2016) · 
Spanje (2012) · 
Spanje (2018) ·
Tsjechië (2008) ·
Tsjechië (2012) · 
Turkije (2008) ·
Verenigde Staten (2014) ·
Uruguay (2018) ·
Zuid-Korea (2022) · 
Zwitserland (2008) · 
Zwitserland (2022)